# Cabledis
Cabledis fue una operadora de televisión por cable cuyo ámbito de desarrollo era la localidad guipuzcoana de Zarauz. Su sede se encontraba en un local de la calle Gipuzkoa nº15.

## Historia
La operadora zarauztarra, pionera en la distribución de señal de televisión por cable en España, fue fundada el 26 de octubre de 1988. Estaba impulsada por Iberdrola (Corporación IBV), Ikusi, El Diario Vasco, Iberconta, la Diputación Foral de Guipúzcoa y el Ayuntamiento de Zarauz. Su dirección corría a cargo de Iñaki Erguin, fundador de la Asociación Española de Servicios de Distribución por Cable (ESPACABLE), y formaba parte del consejo de dirección de la ECCA (European Cable Communications Association), con sede en Bruselas, conformó parte del cluster de telecomunicaciones del Gobierno Vasco, y fue uno de los creadores de AESDICA (Asociación Española de Servicios Distribuidos por Cable). Esta asociación englobaba a operadoras que en la fecha sumaban un total de 100000 suscriptores, lo que les permitía obtener derechos de emisión a mejor precio.
Cabledis ofrecía previo pago a sus abonados entre veinte y treinta canales de televisión, básicamente canales extranjeros y algunos temáticos en castellano. El paquete de canales incluía un canal local, Zarauzko Telebista, que hasta mediados de los noventa estuvo reservado a los abonados de la plataforma de cable. El principal suministrador de Cabledis era la empresa Cable Antena.
El 16 de diciembre de 1999 Euskaltel cerró la compra de Cabledis por cerca de 600.000 euros. Hasta el momento de la compra la operadora zarauztarra había invertido 1,2 millones de euros en el cableado de la localidad, con algo más de 40 kilómetros de cable tendidos, y contaba con alrededor de 1000 abonados.